# Pierre Oudaille
Pierre Oudaille (17 novembre 1732, Berneuil-en-Bray (alors appelée Berneuil) - 23 juin 1810, La Neuville-d'Aumont), est un homme politique français, député du tiers aux États généraux de 1789 par le bailliage de Beauvais.

## Sources
- « Pierre Oudaille », dans Adolphe Robert et Gaston Cougny, Dictionnaire des parlementaires français, Edgar Bourloton, 1889-1891 [détail de l’édition]